# دیه‌گو پوزو
دیه‌گو رائول پوزو (متولد: ۱۶ فوریه ۱۹۷۸) دروازه‌بان تیم ملی فوتبال آرژانتین می‌باشد. همچنین وی عضو باشگاه کولون دسانتو فی می‌باشد.